# Оммен
Оммен (нидерл. Ommen) — община и город в Нидерландах, в провинции Оверэйссел.

## География
Община Оммен находится на востоке Нидерландов, в провинции Оверэйсел, в 20 километрах восточнее Зволле и в 35 километрах северо-восточнее Девентера. Она состоит из города Оммен, лежащего на берегу реки Фехте в лесистой местности, села Лемеле (ок. 600 жителей) и нескольких небольших хуторов. Главными источниками доходов местных жителей являются сельское хозяйство и обслуживание туристов.

## История
Первые поселения на месте будущего города возникли на протяжении VIII века.
Городское право Оммен получил в 1248 году. В то времена это было небольшое городское поселение с таможенно-налоговой службой у моста. Севернее реки Фехте, во время Тридцатилетней войны была сооружена крепость (шанцы). На месте этих «Оссеншанцев» в 1820 году был устроен исправительный лагерь для бродяг и нищих, которых сюда сгоняли со всей Голландии. Теоретически в этом лагере бродяги и бездомные должны были обучаться крестьянским ремёслам.
Близ местечка Бестхемерберг в годы оккупации Голландии немцами во время Второй мировой войны, в 1940 году нацистами был организован концлагерь (Lager Erika). Здесь содержались преимущественно борцы Движения Сопротивления и схваченные спекулянты и контрабандисты. Охрана концлагеря отличалась особой жестокостью по отношению к заключённым. После освобождения в 1945 лагерь использовался уже союзниками для содержания арестованных нацистов.
В центре города Оммен находится старинная церковь (построена в XV веке) и музей оловянных изделий. В 4-х километрах юго-восточнее находится замок Эрде. В 1920-х годах здесь, близ замка, в местечке Бестхемерберг, жил и организовывал свои семинары известный индийский философ Джидду Кришнамурти.

## Города-партнёры
- Рекке